# 18KIN
18KIN（じゅうはちきん）は、かつてワタナベエンターテインメントで活動していたお笑いコンビ。1997年結成。2008年7月活動休止。

## メンバー
大滝 裕一（おおたき ゆういち、1973年10月19日（51歳） - ）　
東京都青梅市出身。ボケ担当。血液型A型。
利き酒を得意とする。
活動休止後はハロープロジェクトの舞台構成作家として活動。また安井順平（元アクシャン）と共にコントライブの開催等も行い、「タキヤス」という漫才コンビを安井と組み、2008年のM-1グランプリに出場している。
今泉 稔（いまいずみ みのる、1973年10月15日（51歳） - ）
東京都府中市出身。ツッコミ担当。血液型AB型。
三味線を得意とする。名取であり、「工藤詩摩菊」という別名を持つ。
ババ抜き、神経衰弱、大富豪、ポーカー、スピード、その他トランプゲームが得意。
18KIN結成前は「ネンチャクパンチ」というコンビを組んでいた。
活動休止後はピン芸人「18KIN今泉」となり、後に「今泉」に改名。ピン芸人としての主な芸には、「酒の力を借りて、一度言ってみたかったカッコいいセリフ」がテーマのネタがあり、オチは主に自虐ネタで、「言ってみてぇ〜!」が決め台詞である。
2010年のR-1ぐらんぷりでサバイバルステージ（敗者復活戦）に進出し、9位だった。
2018年4月、コンビ時代から長らく所属していたワタナベエンターテインメントを離れ、フリーとなる。同年7月、SMA NEET Projectに入ることを発表。
2022年2月、馬王。とユニット「うまいずみ。」を結成。同年6月より、正式にコンビとして活動していく事が発表された。

## 概要
1997年、幼稚園からの幼馴染同士でコンビ結成。コンビ名には「18歳未満禁止という意味を表す18禁」「自分たちが将来18金のように輝いて売れていきたい」という二つの意味が含まれている。また、コンビ結成前には共に欽ちゃん劇団に在籍しており、今泉ははしのえみと同期であった。
爆笑オンエアバトルでは通算で27回の挑戦をするほどの常連であり、2003年度から2年連続でチャンピオン大会へと進出。
2008年7月より活動を休止。2011年7月5日「若手ベテラン会」にて一夜限りの復活、約3年ぶりに漫才を披露した。

## 出演番組
- 爆笑オンエアバトル（NHK総合）戦績17勝10敗 最高513KB
  - 第6回チャンピオン大会 セミファイナル10位敗退
  - 第7回チャンピオン大会 セミファイナル6位敗退
  - 出場芸人としては珍しく地方大会を苦手としており、1度も勝利した事がなかった（0勝3敗）。初挑戦の仙台収録（2000年1月15日放送回）では169KB（10位）を記録して敗退している。[5]3回目の出場（2000年4月29日放送回）で初オンエアを果たすも317KBで5位オンエアとギリギリの通過であった。[6]
  - 初めて出場したチャンピオン大会（第6回セミファイナルBブロック・大阪収録）においても354KB[7] で10位と良い成績を残せていなかった。2000年11月5日放送回では441KBを記録し、初のトップを獲得。また同時に初の連勝と初の400KB台を記録した。因みにワタナベエンターテインメント所属の芸人の中でトップ合格を果たすのは彼らが初となる。[8]
- 完売劇場（テレビ朝日）
  - キャッチコピーは「邪念癌病棟」
- エンタの神様（日本テレビ）　
  - 18KINとしてのキャッチコピーは「笑いの新鉱脈」(2003年に出演した際は「笑いのゴールドラッシュ」)
  - 18KIN今泉としてのキャッチコピーは「言ってみてぇ!酔拳（ドランカー）」
- 第54回NHK紅白歌合戦 - はなわ・テツandトモの応援。
- 初詣!爆笑ヒットパレード（フジテレビ、2004年はコンビで。2010年は今泉のみ）
- イエヤス（中部日本放送）
- 大笑点（日本テレビ）
- 登龍門F（フジテレビ）
- ウンナン極限ネタバトル! ザ・イロモネア 笑わせたら100万円 （TBS、今泉のみ）『ゴールドラッシュ』2週目クリア
- 笑いがいちばん（NHK総合）
- 爆笑一番（秋田テレビ、今泉のみ）
- 新春ホワイトカーペット(フジテレビ、今泉のみ)キャッチコピーは「今日はハッキリ物申す」
- 爆笑レッドカーペット(フジテレビ、今泉のみ)キャッチコピーは「今日はハッキリ物申す」
  - コラボカーペットでハイキングウォーキング鈴木Q太郎、キングオブコメディ今野浩喜(第1回のみ)､我が家谷田部俊(第1回のみ)、ロッチ中岡創一(第2回のみ)、狩野英孝(第3回のみ)と言ってみ隊名義で共演(Q太郎を含む2人は全て参加)。
  - 2009年8月29日でコラボカーペットで共演した言ってみ隊の第1回のメンバーと共にレッドカーペット賞を受賞
- ケータイ捜査官7（テレビ東京）
- 新世紀ネタキング決定戦（TOKYO MX、今泉のみ）

## 舞台

### 今泉
- TAKA-BAN produce.1「〜if〜(ある不思議な運命の物語)」（2011年11月2日-6日、千本桜ホール）